# Gone with the Bullets
Pour plus de détails, voir Fiche technique et Distribution.
Gone with the Bullets (en chinois : 一步之遥, Yi bu zhi yao) est un film chinois réalisé par Jiang Wen, sorti en 2014.
Le film est sélectionné pour être projeté en compétition dans la section principale au 65e Festival international du film de Berlin (2015).

## Synopsis
L'action se déroule dans le Shanghai des années 1920, dans le contexte d'un concours de beauté.

## Distribution
- Wen Zhang :
- Wang Zhiwen  :
- Huang Hung :
- Harrison Liu :
- Na Ying :
- Ben Niu :
- Ge You :
- Jiang Wen :
- Dominique Kelley : danseur
- Matthew Ray Ruggles : Charlie Chaplin
- Shu Qi :
- Nina Wu : Qi Pao Nv
- Zhou Yun :

## Production
La production a commencé aux studios pékinois China Film Group (district de Huairou) le 2 octobre 2013 et le film est sorti le 18 décembre 2014.